# Крамар Володимир Михайлович
Володимир Михайлович Крамар (28 липня 1904, село Рижанівка, тепер Звенигородського району Черкаської області — 8 вересня 1999, місто Київ) — український військовий діяч, начальник штабу Київського військового округу, генерал-полковник. Депутат Верховної Ради УРСР 6-го скликання.

## Біографія
Народився в селянській родині.
З жовтня 1926 року — у лавах Червоної армії.
Член ВКП(б) з 1929 року.
Здобув вищу військову освіту.
У липні — листопаді 1939 року — начальник оперативного відділення штабу 15-ї кавалерійської Кубанської дивізії.
Учасник німецько-радянської війни з червня 1941 року. Служив начальником 1-ї частини, а з серпня по вересень 1941 року — начальником штабу 32-ї кавалерійської дивізії. У вересні 1941 року був поранений, лікувався у військових госпіталях.

Могила Володимира Крамара, Байкове кладовище

З 1942 року служив помічником, згодом заступником начальника оперативного відділу штабу Донського, а потім Центрального фронтів. З 1944 по 1945 рік — заступник начальника оперативного управління штабу 1-го Білоруського фронту.
Після війни продовжував службу в Радянській армії на штабній роботі.
У березні 1954 — березні 1956 року — начальник штабу — 1-й заступник командувача військ Закавказького військового округу.
З 1956 року — начальник Оперативного управління Головного оперативного управління Генерального Штабу Збройних Сил СРСР. Брав участь у розробці операції із придушення збройного постання у Будапешті та окупації Угорщини осінню 1956 року.
У вересні 1959 — грудні 1964 року — начальник штабу — 1-й заступник командувача військ Київського військового округу.
Потім  — у відставці. Проживав у місті Києві, де й помер у 95-річному віці 8 вересня 1999 року. Похований разом з дружиною на Байковому кладовищі (ділянка № 49а, 50°25′0.49″ пн. ш. 30°30′5.97″ сх. д. / 50.4168028° пн. ш. 30.5016583° сх. д.).

## Звання
- майор
- полковник
- генерал-майор (11.07.1945)
- генерал-лейтенант (12.08.1954)
- генерал-полковник (27.04.1962)

## Нагороди
- два ордени Червоного Прапора (27.03.1942, 4.08.1944)
- орден Кутузова І ст. (18.12.1956)
- орден Кутузова ІІ ст. (6.04.1945)
- орден Суворова ІІ ст. (31.05.1945)
- два ордени Вітчизняної війни І ст. (8.08.1943, 1985)
- два ордени Червоної Зірки (2.02.1943,6.04.1985)
- ордени
- медаль «За оборону Сталінграда»
- медаль «За перемогу над Німеччиною у Великій Вітчизняній війні 1941—1945 років»
- медалі